# معركة ساري باير
معركة ساري باير (بالتركية: Sarı Bayır Harekâtı) ، المعروف أيضًا باسم هجوم أغسطس (بالتركية: Ağustos Taarruzları) تعد أحدي المحاولة الأخيرة التي قام بها البريطانيون في أغسطس 1915 للسيطرة على شبه جزيرة جاليبولي التابعة للدولة العثمانية خلال الحرب العالمية الأولى . 
  

حيث شنت قوات الحلفاء، حملة جاليبولي على جبهتين في أنزاك وهيلز - ولمدة ثلاثة أشهر من الغزو البري للحلفاء الذي بدء في 25 أبريل 1915، ومع إغلاق جبهة أنزاك وحالة الجمود المتوتر التي وصلت إليه، حاول الحلفاء شن هجوم على حلس - بتكلفة هائلة وبقليل من المكاسب، وفي أغسطس / آب، اقترحت القيادة البريطانية إجراء عملية جديدة لتنشيط الحملة من خلال الاستيلاء على سلسلة جبال ساري بير، وهي أرض مرتفعة تسيطر على منتصف شبه جزيرة جاليبولي فوق موقع إنزال أنزاك. 
بدأت العملية الرئيسية في 6 أغسطس مع عمليه إنزال جديده على بعد 5 ميل (8.0 كـم) شمال أنزاك في خليج سوفلا كان ذلك بالتنسيق مع فيلق الجيش الأسترالي والنيوزيلندي، حيث شنت قوات الحلفاء هجومًا شمالًا على سلسلة ساري باير بهدف الاستيلاء على الأراضي المرتفعة وربط قواتهم مع القوات التي شاركت بإنزال سوفلا.

## لقراءة متعمقة
- Chambers، Stephen (2014). Anzac: Sari Bair. Pen & Sword Military. ISBN:9781781591901. OCLC:882892566.
- Haythornthwaite، Philip J. (1991). Gallipoli, 1915: Frontal Assault on Turkey. Osprey. ISBN:1855321114. OCLC:28115553.
- Prior، Robin (2009). Gallipoli: The End of the Myth. Yale University Press. ISBN:9780300149951. OCLC:263409075.{{استشهاد بكتاب}}:  صيانة الاستشهاد: التاريخ والسنة (link)
- Stanley، Peter (2015). Die in battle, do not despair: the Indians on Gallipoli, 1915. Helion & Company Limited. ISBN:9781910294673. OCLC:898163549.